# محوطه مالگه چوبتراش
محوطه مالگه چوبتراش مربوط به هزاره ۵ قبل از میلاد - دوره ساسانیان است و در شهرستان پل‌دختر، بخش مرکزی، دهستان جایدر، ۱/۷ کیلومتری جنوب شرق روستای چال کله چوبتراش واقع شده و این اثر در تاریخ ۲۸ اسفند ۱۳۸۵ با شمارهٔ ثبت ۱۸۴۶۶ به‌عنوان یکی از آثار ملی ایران به ثبت رسیده است.